# لوسترا
لوسترا (به ایتالیایی: Lustra) یک کومونه در ایتالیا است که در استان سالرنو واقع شده‌است.

## خصوصیات
لوسترا ۱۵ کیلومترمربع مساحت و ۱٬۰۸۸ نفر جمعیت دارد.